# Pivovarský rybník (Cvikov)
Pivovarský rybník tvoří spolu s Třeťákem soustavu dvou malých rybníčků nalézajících se na východním okraji města Cvikov v okrese Česká Lípa. U rybníka se nalézají budovy pivovaru a restaurace Cvikov.

## Název
Rybník se v minulosti nazýval První rybník. Tento název je doložen ještě na státní mapě z roku 2002.

## Galerie

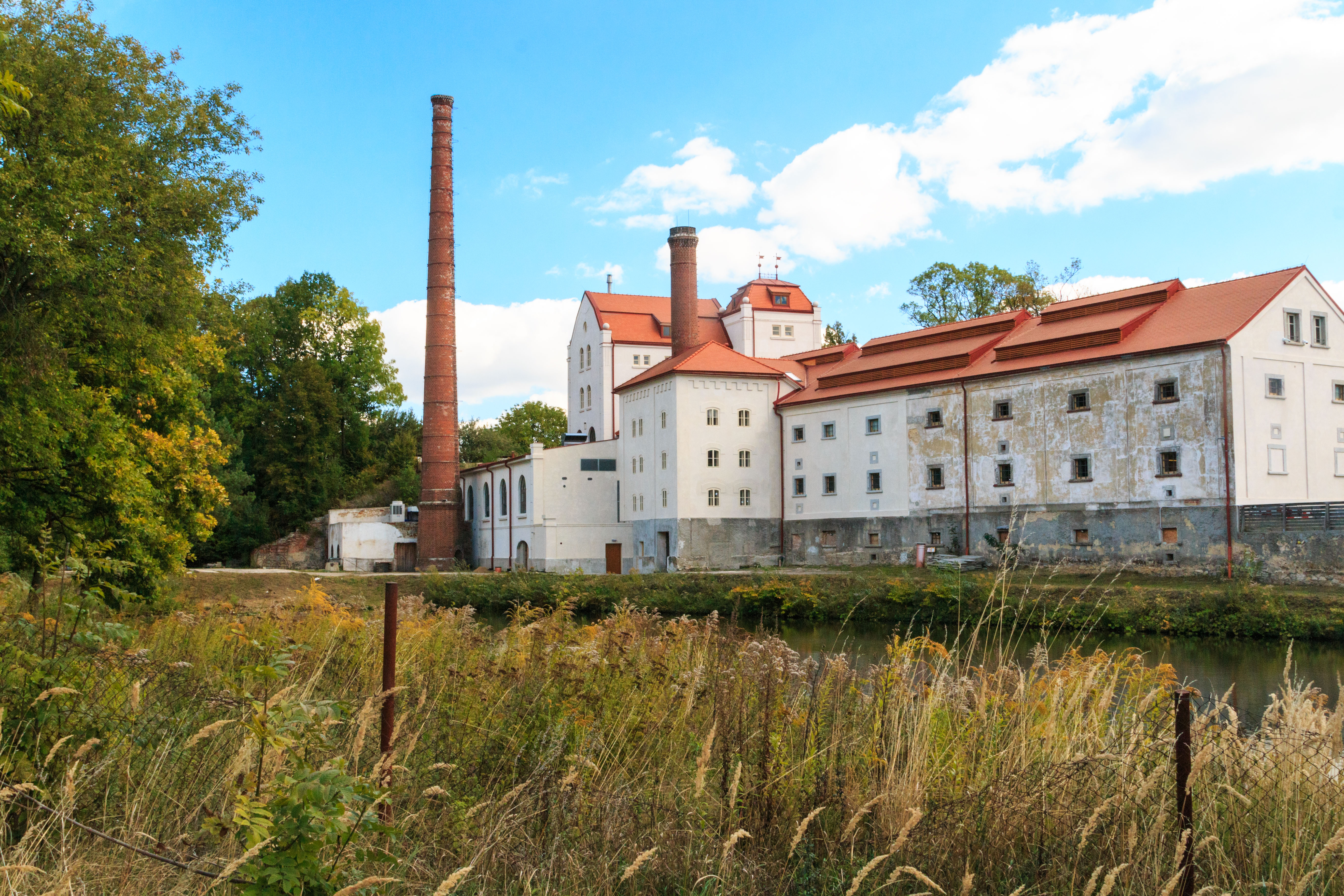
Pivovarský rybník v Cvikově